# Discovery űrrepülőgép

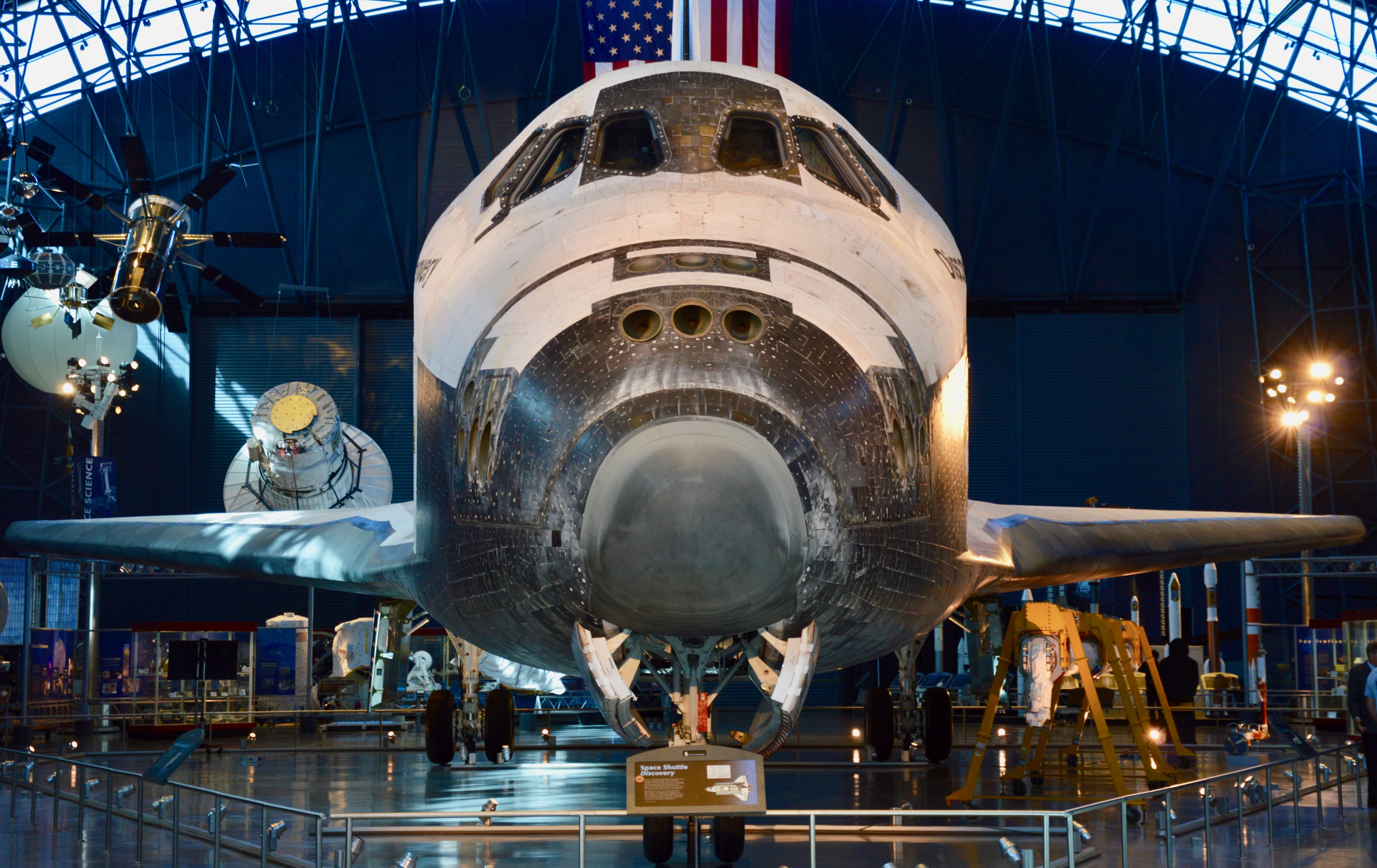
A Discovery űrrepülőgép a Steven F. Udvar-Hazy Centerben kiállítva

A Discovery űrrepülőgép (OV–103) a három, a program befejezéséig használatban lévő Space Shuttle egyike. 1984-ben repült először (STS–41–D), ez volt a harmadik amerikai űrrepülőgép, és jelenleg a legidősebb. Műholdakat, űrszondákat indított, kutatórepüléseket végzett, és részt vett a Nemzetközi Űrállomás építésében.
Nevét korábbi kutatóhajókról kapta, köztük a HMS Discovery, amely részt vett James Cook harmadik felfedezőútján, Henry Hudson Discovery hajója, amelyet 1610-1611-ben használtak az északnyugati átjáró keresésében, és az RRS Discovery, Robert Falcon Scott és Ernest Shackleton 1901-1904-es antarktiszi expedíciójának hajója. A Discovery űrrepülőgéppel indították az Ulysses űrszondát, három TDRS műholdat, a Hubble űrtávcsövet, és ezzel végezték a második és harmadik karbantartó repülést a Hubble-nél. Az 1986-os Challenger-katasztrófa és a 2003-as Columbia-katasztrófa után a Discovery végezte el az első próbarepülést. 1998 októberében a Discovery fedélzetén utazott John Glenn, az első amerikai Föld körüli pályán és akkor 77 évesen a világ legidősebb űrhajósa. A Discovery szolgálata a 2011. március 9-én történt sikeres leszállással befejeződött. 2012-től a Steven. F. Udvar-Hazy Centerben van kiállítva.

## Repülések

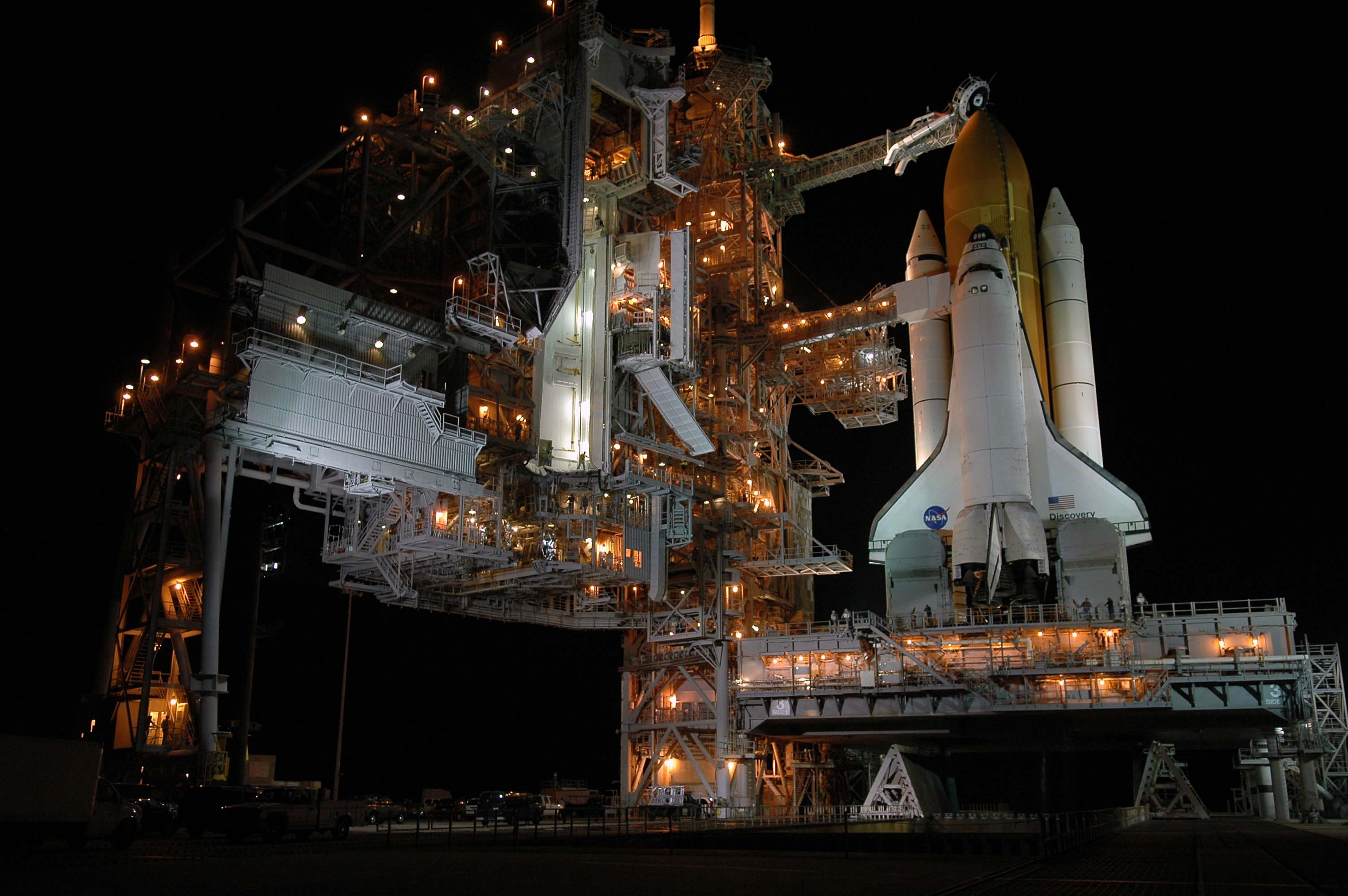
A Discovery űrrepülőgép az STS–114 küldetés indulása előtti éjszakán.

A Discovery űrrepülőgép 2006 júliusáig 35-ször repült, 309,39 napot töltött az űrben, 4764 keringést végzett és összesen 206 019 288 km-t repült. A Discovery hajtotta végre a legtöbb különálló repülést az összes eddigi űrhajó közül és ezt valószínűleg még sokáig megtartja, egyetlen tervezés alatt álló űreszköz élettartama sem több 10 repülésnél.

### STS–41–D
1984. augusztus 30-án két távközlési műholddal a fedélzetén indították első útjára a Discoveryt. A küldetés sikerrel végződött.

### STS–114
2005. július 26-án a Discovery megkezdte az STS–114 küldetést a Nemzetközi Űrállomáshoz, amely az első volt a Columbia-katasztrófa után. Az indításkor készült felvételeken látszik, hogy a külső üzemanyagtartályról egy szigetelődarab válik le, de nem éri el az orbitert. A probléma felfedezése után a NASA újra felfüggesztette az űrrepülőgépek további repüléseit, amíg meg nem találják a hiba okát. A küldetés alatt az űrhajósok egy űrsétán eltávolítottak egy réskitöltő elemet az orr-részről.
A Discovery visszatérését 2005. augusztus 7-re tervezték, de a küldetést a rossz időjárás miatt meg kellett hosszabbítani. Végül augusztus 9-én szállt le az Edwards légitámaszponton, 9,3 millió km-es repülés után.

### STS–121
Az STS–121 volt a második próbarepülés a Columbia-katasztrófa után, és a Space Shuttle 115. repülése. Eredetileg az Atlantis kellett volna repüljön a Nemzetközi Űrállomásra, de az STS–114-en leváló szigetelődarab miatt az STS–121 repülését 2006 júliusára halasztották, és a NASA a Discovery mellett döntött.
Az indításra 2006. július 4-én került sor. A fedélzeten volt az olasz építésű Leonardo utánpótlást szállító modul és Thomas Reiter európai űrhajós, aki az orosz Pavel Vinogradov és az amerikai Jeffrey Williams mellett a Nemzetközi Űrállomás akkori személyzetének harmadik tagja. A Discovery 2006. július 17-én szállt le sikeresen a Kennedy Űrközpontba.

### STS–133
A Discovery 2011. február 26-án dokkolt a Nemzetközi Űrállomáshoz. Ezzel először csatlakozott egyszerre négy különböző űrügynökség járműve a Nemzetközi Űrállomáshoz. Az amerikai űrrepülőgépen kívül két orosz Szojuz űrhajó, valamint egy-egy orosz, japán és európai, ember nélküli teherűrhajó volt az űrállomáson. Az STS–133 a Discovery űrrepülőgép végső repülése volt.
Repülések: STS–41–D, STS–51–A, STS–51–C, STS–51–D, STS–51–G, STS–51–I, STS–26, STS–29, STS–33, STS–31, STS–41, STS–39, STS–48, STS–42, STS–53, STS–56, STS–51, STS–60, STS–64, STS–63, STS–70, STS–82, STS–85, STS–91, STS–95, STS–96, STS–103, STS–92, STS–102, STS–105, STS–114, STS–121, STS–124, STS–119, STS–128, STS–131, STS–133

### Külföldi oldalak
- Shuttle Orbiter Discovery (OV-103) Archiválva 2021. február 9-i dátummal a Wayback Machine-ben
- Return to Flight mission STS-114 and STS-121 Archiválva 2007. január 2-i dátummal a Wayback Machine-ben